# 大叶朴
大叶朴（学名：Celtis koraiensis）为榆科朴属的植物。分布于朝鲜以及中国大陆的河北、山西、安徽、甘肃、河南、山东、陕西、辽宁等地，生长于海拔100米至1,500米的地区，常生于山坡或沟谷林中，目前尚未由人工引种栽培。